# Ca l'Avelino
Ca l'Avelino és un edifici de Cabrera de Mar (Maresme) inclòs a l'Inventari del Patrimoni Arquitectònic de Catalunya.

## Descripció
Es tracta d'una masia de planta rectangular amb teulada a dues vessants i un cos adossat a la façana posterior de planta baixa, pis i golfa. Té un portal rodó i dovellat amb un banc de pedra al costat i finestres rectangulars amb llinda recta i emmarcades amb pedra.

## Història
Actualment aquesta masia, a més d'habitatge, és una perruqueria.